# Câble de communication transatlantique
Un câble de télécommunications transatlantique est un câble de communication sous-marin reliant une rive de l'océan Atlantique à l'autre.
Au XIXe siècle et au début du XXe siècle, chaque câble était constitué d'un seul fil. Après le milieu du siècle, le câble coaxial est entré en service, avec des amplificateurs. À la fin du XXe siècle, tous les câbles installés utilisaient de la fibre optique ainsi que des amplificateurs optiques, car les distances atteignent des milliers de kilomètres.

## Histoire

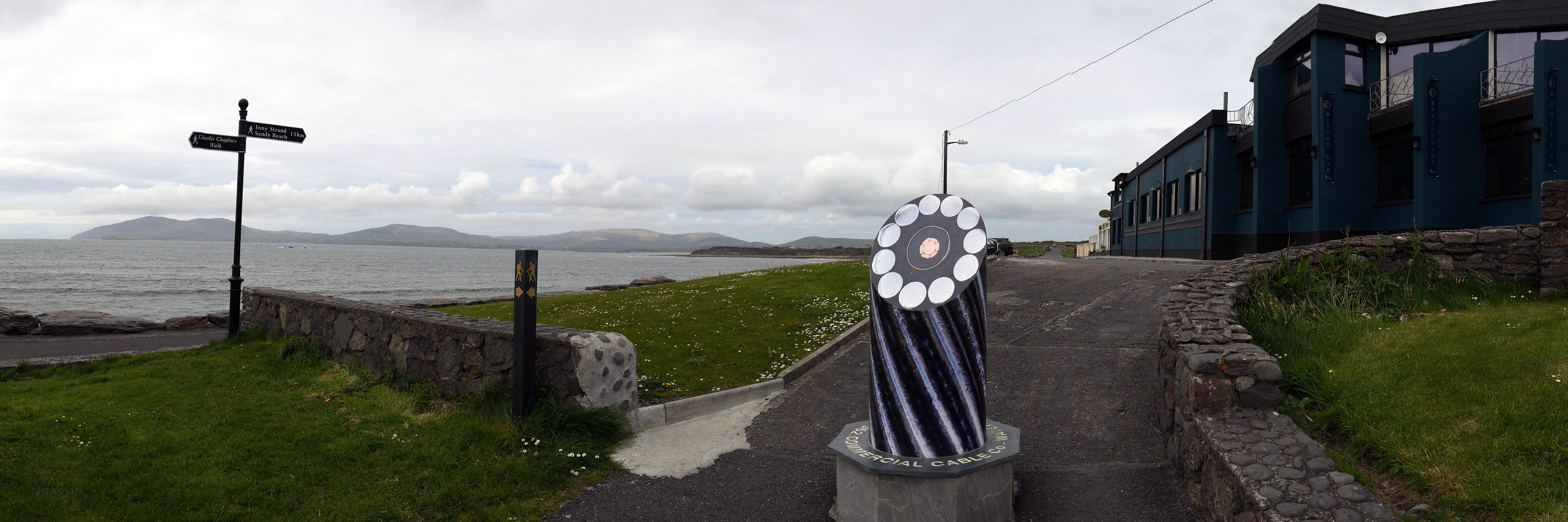
Monument représentant un câble transatlantique à Waterville Station en Irlande.

Lorsque le premier câble télégraphique transatlantique a été posé en 1858 par Cyrus West Field, il n'a fonctionné que pendant trois semaines; les tentatives ultérieures en 1865 et 1866 ont été plus fructueuses. En juillet 1866, le "SS Great Eastern" a quitté Valentia en Irlande et, le 26 juillet, il a atterri à Hearts Content, à Terre-Neuve. Il a été actif jusqu'en 1965. Bien que l'on ait discuté d'un câble téléphonique à partir des années 1920, pour être installé en pratique, cela nécessitait un certain nombre d'avancées technologiques qui ne sont pas arrivées avant les années 1940. À partir de 1927, les services téléphoniques transatlantiques étaient basés sur la radio.
Le TAT-1 (Transatlantic No 1) fut le premier système de câble téléphonique transatlantique. Il a été posé entre Gallanach Bay, près d'Oban en Écosse, et Clarenville à Terre-Neuve, entre 1955 et 1956 par le câblier Monarch. Il a été inauguré le 25 septembre 1956, transportant initialement 36 canaux téléphoniques. Au cours des premières 24 heures de service ouvert au public, il y a eu 588 appels de Londres vers les États-Unis et 119 de Londres vers le Canada. La capacité du câble a rapidement été portée à 48 canaux. Plus tard, trois canaux supplémentaires ont été ajoutés grâce à l'équipement de C Carrier. L'interpolation de la parole par assignation temporelle (Time-assignment speech interpolation - TASI) a été mise en œuvre sur le câble TAT-1 en juin 1960 et a effectivement augmenté la capacité du câble de 37 (sur 51 canaux disponibles) à 72 circuits de parole. Le câble TAT-1 a été définitivement mis hors service en 1978. Les câbles coaxiaux ultérieurs, installés dans les années 1970, utilisaient des transistors et disposaient d'une bande passante plus large. La ligne directe Moscou-Washington (officiellement, en anglais: Washington–Moscow Direct Communications Link2 et de façon moins formelle « hotline » ; en russe: Горячая линия Вашингтон-Москва, « Goriatchaïa linia Vachington-Moskva ») était initialement connectée par ce système.

## Technologie actuelle
Tous les câbles actuellement en service utilisent la technologie de la fibre optique. De nombreux câbles se terminent à Terre-Neuve et en Irlande, qui se trouvent sur la route du grand cercle (la route la plus courte) de Londres, au Royaume-Uni, à New York, aux États-Unis.
De nombreux câbles transatlantiques récents ont été installés. Tous les systèmes récents utilisent la transmission par fibre optique et une topologie en anneau auto-réparateur. À la fin du XXe siècle, les satellites de communications ont perdu la majeure partie du trafic téléphonique sur l'Atlantique Nord au profit de ces câbles à faible coût, à grande capacité et à faible latence. Cet avantage ne fait que s'accroître avec le temps, car des câbles plus fins (monomodes) offrent une plus grande largeur de bande - la génération 2012 de câbles fait tomber la latence transatlantique à moins de 60 millisecondes, selon Hibernia Atlantic, qui a déployé un tel câble cette année-là,.
De nouveaux câbles sont annoncés dans l'Atlantique Sud : SACS (South Atlantic Cable System) et SAex (South Atlantic Express).

## Câbles TAT
Les câbles de la série TAT constituent un pourcentage important de tous les câbles de l'Atlantique Nord. Tous les câbles TAT sont des coentreprises entre un certain nombre de sociétés de télécommunications, par exemple British Telecom. Les câbles CANTAT se terminent au Canada plutôt qu'aux États-Unis.
| Nom       | En service | Type          | Canaux initiaux | Canaux finaux | Extrémité ouest             | Extrémité est                                        |
| --------- | ---------- | ------------- | --------------- | ------------- | --------------------------- | ---------------------------------------------------- |
| TAT-1     | 1956–1978  | Galvanique    | 36              | 51            | Terre-Neuve                 | Écosse                                               |
| TAT-2     | 1959–1982  | Galvanique    | 48              | 72            | Terre-Neuve                 | France                                               |
| TAT-3     | 1963–1986  | Galvanique    | 138             | 276           | New Jersey                  | Angleterre                                           |
| TAT-4     | 1965–1987  | Galvanique    | 138             | 345           | France                      |                                                      |
| TAT-5     | 1970–1993  | Galvanique    | 845             | 2 112         | Rhode Island                | Espagne                                              |
| TAT-6     | 1976–1994  | Galvanique    | 4 000           | 10 000        | Rhode Island                | France                                               |
| TAT-7     | 1978–1994  | Galvanique    | 4 000           | 10 500        | New Jersey                  | Angleterre                                           |
| TAT-8     | 1988–2002  | Fibre optique | 40 000          | –             | New Jersey                  | Angleterre, France                                   |
| TAT-9     | 1992–2004  | Fibre optique | 80,000          | –             | New Jersey, Nouvelle-Écosse | Espagne, France, Angleterre                          |
| TAT-10    | 1992–2003  | Fibre optique | 2 × 565 Mbit/s  | –             | États-Unis                  | Allemagne, Pays-Bas                                  |
| TAT-11    | 1993–2003  | Fibre optique | 2 × 565 Mbit/s  | –             | New Jersey                  | France                                               |
| TAT-12/13 | 1996–2008  | Fibre optique | 12 × 2.5 Gbit/s | –             | États-Unis × 2              | Angleterre, France                                   |
| TAT-14    | 2001–2020  | Fibre optique | 3,2 Tbit/s      | –             | New Jersey × 2              | Angleterre, France, Allemagne, Pays-Bas, Danemark    |
| CANTAT-1  | 1961–1986  | Galvanique    | 80              | –             | Terre-Neuve                 | Écosse                                               |
| CANTAT-2  | 1974–1992  | Galvanique    | 1 840           | –             | Nouvelle-Écosse             | Angleterre                                           |
| CANTAT-3  | 1994–2010  | Fibre optique | 2 × 2,5 Gbit/s  |               | Nouvelle-Écosse             | Islande, Îles Féroé, Angleterre, Danemark, Allemagne |
| PTAT-1    | 1989–2004  | Fibre optique | 3 × 140 Mbit/s? |               | New Jersey & Bermudes       | Irlande et Angleterre                                |

## Câbles privés
Il existe un certain nombre de câbles privés non TAT.
| Nom du câble      | Prêt pour le service      | Longueur du câble (km) | Capacité nominale                             | Latence (ms)    | Points d'atterrissage | Propriétaire                                             |
| ----------------- | ------------------------- | ---------------------- | --------------------------------------------- | --------------- | --- | -------------------------------------------------------- |
| Gemini (déclassé) | Mai 1998                  |                        |                                               | sous les 100 ms | nord: Charlestown, US-RI; Oxwich Bay, GB-WLS; sud: Manasquan, US-NJ; Porthcurno, GB-ENG                                  | Vodafone (à l'origine Cable & Wireless)                  |
| AC-1              | Mai 1998                  | 14 301 km              | 120 Gbit/s                                    | 65 ms           | Brookhaven, US-NY; Whitesands Bay, GB-ENG; Beverwijk, NL-NH; Sylt, DE-SH                                                 | Lumen Technologies (à l'origine Global Crossing)         |
| Columbus III      | Décembre 1999             | 9 833 km               |                                               |                 | Hollywood, US-FL; Ponta Delgada (Açores), PT; Carcavelos, PT; Conil de la Frontera, ES-AN; Mazara del Vallo (Sicile), IT | Divers opérateurs télécoms                               |
| Yellow/AC-2       | Septembre 2000            | 7 001 km               | 640 Gbit/s                                    | sous les 100 ms | Bellport, US-NY; Bude, GB-ENG                                                                                            | Lumen Technologies                                       |
| Hibernia Atlantic | Avril 2001                | 12 200 km              | 320 Gbit/s, transformé en 10,16 Tbit/s        | 59 ms           | Lynn, US-MA; Herring Cove, CA-NS; Dublin, IE-L; Southport, GB-ENG; Coleraine, GB-NIR                                     | GTT Communications, Inc. (à l'origine Hibernia Networks) |
| FLAG Atlantic     | Juin 2001                 | 14 500 km              |                                               | sous les 100 ms | Island Park, US-NY; Plérin, FR-BRE; Skewjack, GB-ENG; Northport, US-NY                                                   | Global Cloud Xchange (Reliance Communications)           |
| Tata TGN-Atlantic | Juin 2001                 | 13 000 km              | 5,1 Tbit/s                                    | sous les 100 ms | Wall Township, US-NJ; Highbridge, GB-ENG                                                                                 | Vendu par Tyco à Tata Communications en 2005             |
| Apollo            | Février 2003              | 13 000 km              | 3,2 Tbit/s                                    | sous les 100 ms | Manasquan, US-NJ; Lannion, FR-BRE; Bude, GB-ENG; Shirley, US-NY                                                          | Vodafone (à l'origine Cable & Wireless)                  |
| Greenland Connect | Mars 2009                 | 4 780 km               |                                               |                 | Milton, CA-NL; Aasiaat, GL-QA; Sisimiut, GL-QE; Maniitsoq, GL-QE; Nuuk, GL-SM; Qaqortoq, GL-KU; Landeyjar, IS            | TELE Greenland                                           |
| Hibernia Express  | Septembre 2015            | 4 600 km               |                                               |                 | Halifax, CA-NS; Cork, IE-M; Brean, GB-ENG                                                                                | GTT Communications, Inc. (à l'origine Hibernia Networks) |
| AEConnect (AEC-1) | Janvier 2016              | 5 522 km               | 4 × 10 Tbit/s (quatre brins 100 × 100 Gbit/s) | 54 ms           | Shirley, US-NY; Killala, IE-C                                                                                            | Aqua Comms                                               |
| Marea             | Février 2018              | 6 600 km               | 160 Tbit/s                                    |                 | Virginia Beach, US-VA; Bilbao, ES-PV                                                                                     | Facebook (25 %), Microsoft (25 %), Telefónica (50 %)     |
| Midgardsormen     | 2e trimestre 2019 (prévu) | 7 848 km               |                                               |                 | Virginia Beach, US-VA; Blaabjerg, DK; Mo i Rana, NO                                                                      | Midgardsormen                                            |
| Dunant            | Septembre 2020            | 6 400 km               | 250 Tbit/s                                    |                 | Virginia Beach, US-VA; Saint-Hilaire-de-Riez, FR                                                                         | Google,                                                  |
| Grace Hopper      | 2022 (prévu)              |                        | 352 Tbit/s                                    |                 | New York, US; Bude, UK; Bilbao, Espagne                                                                                  | Google,                                                  |

## Câbles de l'Atlantique Sud
| Nom du câble | Prêt pour le service | Longueur  | Points d'atterrissage                                                                       | Propriétaire                                    |
| ------------ | -------------------- | --------- | ------------------------------------------------------------------------------------------- | ----------------------------------------------- |
| Atlantis-2   | Février 2000         | 8 500 km  | Carcavelos, PT; El Médano, ES-CN; Praia, CV; Dakar, SN; Fortaleza, BR-CE; Las Toninas, AR-B | Divers opérateurs télécoms                      |
| EulaLink     | 2e trimestre 2021    | 5 900 km  | Sines, PT; Fortaleza, BR-CE; Santos, BR-SP                                                  | Telebras, IslaLink                              |
| SAex         | 2e trimestre 2018    | 13 050 km | Virginia Beach, US-VA; Jamestown, SH-HL; Yzerfontein, ZA-WC; Mtunzini, ZA-NL                | SAEx International Ltd. (SimplCom South Africa) |
| SACS         | 3e trimestre 2018    | 6 165 km  | Fortaleza, BR-CE; Luanda, AO                                                                | Angola Cables                                   |
| SAIL         | 4e trimestre 2018    | 5 900 km  | Fortaleza, BR-CE; Kribi, CM                                                                 | Camtel, China Unicom                            |